# Adroanzi
Adroanzi é uma cobra emplumada presente na cultura lubara, a quem se atribuem mortes humanas.